# 明光酒
明光酒是安徽明光出产的一种白酒，源于1885年当地创建的四家私人糟坊“精益”、“李祥和”、“源兴隆”、“源兴祥”用“明光大曲”统一命名其产品；1949年8月当局合并这四家酒坊成立国营明光酒厂，后数度易名。酒厂产品除了以高粱、小麦、大麦、豌豆为原料，以低温入池、长期发酵、分层出池、分段量质接年酒、分段贮存的传统工艺酿制的浓香型白酒外，还有于1976年开发出的绿豆烧酒“明绿液”。2005年被私企浙江温州宇宙集团收购成为民企，后2019年11月古井贡酒公布将并购明光酒业。现产品包括“明绿液” 、“明光”、“老明光” 和“大包干”系列。